# Литтау
Литтау (нем. Littau) — район города Люцерна в Швейцарии, бывшая коммуна в кантоне Люцерн.
До 2009 года имел статус коммуны в управленческом округе Люцерн. 1 января 2009 года вошёл в состав города Люцерна.
Население составляет 16 346 человек (на 31 декабря 2006 года). Официальный код — 1060.